# Siegfried Hausner
Siegfried Hausner (Selb, 24 gennaio 1952 – Stoccarda, 5 maggio 1975) è stato un terrorista tedesco, membro del Sozialistisches Patientenkollektiv (SPK) e della Rote Armee Fraktion.

## Biografia
Siegfried Hausner nacque Selb, in Baviera. Durante gli studi universitari a Heidelberg fu membro del Sozialistisches Patientenkollektiv (SPK).
Venne arrestato il 19 giugno 1972 a Stoccarda perché ricercato per il fallito incendio dell'ospedale psichiatrico di Wiesloch e perché sospettato di essere in contatto con la Rote Armee Fraktion. Fu trovato in possesso di una pistola caricata con pallottole a espansione, altre munizioni e targhe false. Il 19 dicembre 1972 fu condannato a tre anni di carcere minorile. Durante la detenzione, Hausner intraprese uno sciopero della fame contro il regime di isolamento; quando giunse a pesare 36 kg, la pena venne infine revocata dal tribunale di Karlsruhe.
Scontò la sua pena uscendo nel 1974 e, come altri membri del SPK, entrò a far parte della Rote Armee Fraktion.

### Attentato in Svezia
Nel 1975 Siegfried Haag scelse Hausner per dirigere il gruppo di assalto conosciuto come "Kommando Holger Meins", che diresse l'assalto all'ambasciata tedesca-occidentale in Svezia, azione organizzata per forzare il rilascio di 26 dei suoi compagni della RAF precedentemente incarcerati. Hausner era incaricato del cablaggio degli esplosivi. Dodici ore dopo l'occupazione, gli esplosivi (15 chilogrammi di TNT) furono detonati accidentalmente. Hausner nell'esplosione risultò gravemente ferito, con ustioni su più del 40% del suo corpo e una frattura al cranio. Nonostante le raccomandazioni contrarie dei medici svedesi, Hausner venne immediatamente riportato in Germania Ovest e ricoverato nel carcere di Stammheim, che non aveva né l'equipaggiamento, né il personale specializzato per trattare le ustioni gravi.
Secondo il subcomandante della prigione Horst Bubeck, Hausner non aveva "nessuna possibilità di sopravvivere, come i medici videro immediatamente". Morì il 5 maggio per un edema polmonare. Il frettoloso trasferimento in Germania e il trattamento insufficiente che ricevette a Stammheim generarono molte proteste nei confronti dei governi della Germania Ovest e della Svezia, quest'ultimo per aver accettato il rimpatrio nonostante le sue gravi condizioni.

## Retaggio culturale
Dopo la sua morte, Siegfried Hausner divenne un martire della Rote Armee Fraktion, insieme ad altri terroristi come Holger Meins e Petra Schelm.
Alcuni credono che l'assassinio del premier svedese Olof Palme sia stato una rappresaglia contro il governo scandinavo, per aver permesso che Hausner venisse deportato.